# جيمي ماهر
جيمي ماهر (27 فبراير 1974 في أستراليا - ) (بالإنجليزية: Jimmy Maher)‏ هو لاعب كريكت أسترالي. شارك مع منتخب أستراليا الوطني للكريكت. أما مع النوادي، فقد لعب مع نادي مقاطعة دورهام للكريكت ‏ ونادي مقاطعة غلاموركن للكريكت ‏ وفريق كوينسلاند للكريكت ‏ وHyderabad Heroes ‏.

## وصلات خارجية
- جيمي ماهر على موقع إي آس بي آن كريك إنفو (الإنجليزية)